# BMW G45
BMW G45 (eller BMW X3) är en SUV som den tyska biltillverkaren BMW introducerade i juni 2024.

## Motor
| Modell       | Årsmodell | Motor                    | Cylindervolym | Effekt | Bränslesystem                      |
| ------------ | --------- | ------------------------ | ------------- | ------ | ---------------------------------- |
| X3 xDrive20  | 2024-     | B48: 4-cyl radmotor DOHC | 1998 cm³      | 208 hk | Direktinsprutning, turbo           |
| X3 xDrive30e | 2024-     | B48: 4-cyl radmotor DOHC | 1998 cm³      | 299 hk | Direktinsprutning, turbo + elmotor |
| X3 M50       | 2024-     | B58: 6-cyl radmotor DOHC | 2998 cm³      | 398 hk | Direktinsprutning, turbo           |